# Рид, Дин
Дин Си́рил Рид (англ. Dean Cyril Reed; 22 сентября 1938, Денвер, штат Колорадо, США — 13 июня 1986, под Берлином, ГДР) — американский певец, киноактёр, кинорежиссёр и общественный деятель, пользовавшийся огромной популярностью в СССР, странах Латинской Америки и Восточной Европы.

## Биография
Родился на ферме в местечке Вит Ридж, пригороде Денвера (штат Колорадо) в семье сельского учителя Сирила Рида. Его мать Рут Анна была домохозяйкой. У Дина было два брата — Верн и Дейл. С 12 лет он начал играть на гитаре. В 18 лет поступил в Колорадский университет, чтобы изучать метеорологию. Во время учёбы Рид подрабатывал выступлениями в барах и клубах. Но проучившись два года, бросил учёбу и отправился искать счастья в Голливуде.
В 1958 году Дин Рид приехал автостопом в Лос-Анджелес, Калифорния, и после успешного прослушивания подписал контракт с музыкальной студией Capitol Records. Студия обеспечила ему продвижение, записала несколько пластинок, и он выступил на национальном телевидении.

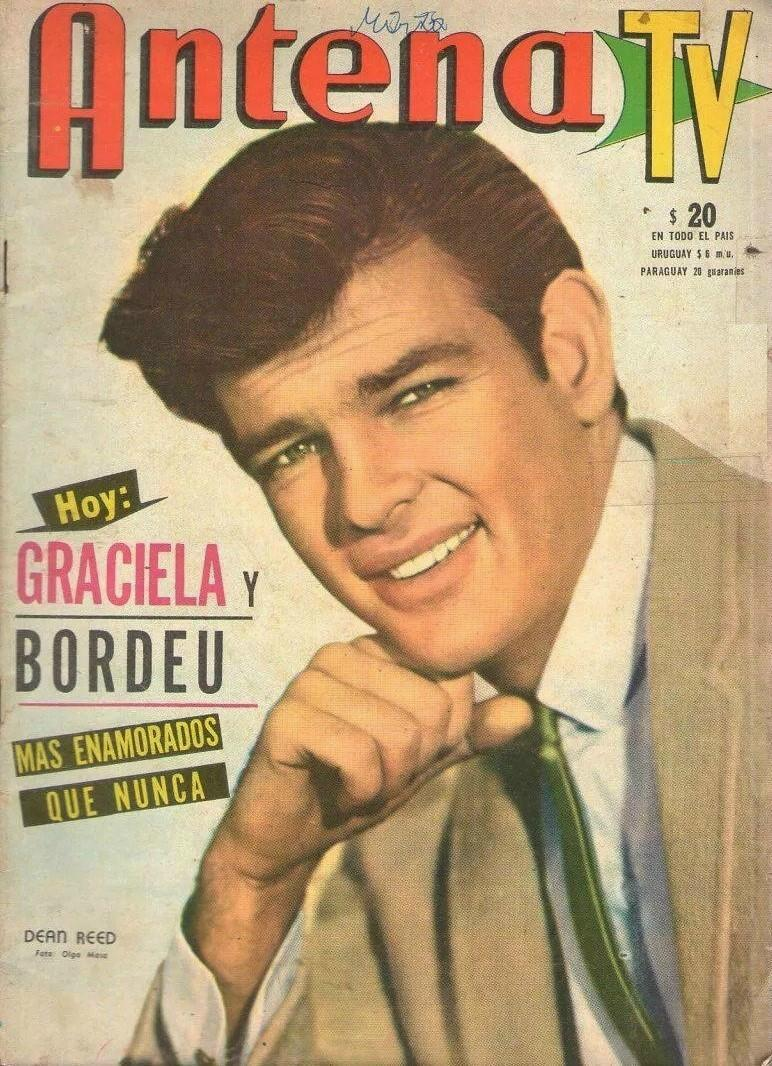
Дин Рид в Аргентине (1965)

В 1961 году его диск с заголовком «Наш летний романс» занял двадцатые строки хит-парадов США, но стал хитом в Латинской Америке. В результате турне по странам Южной Америки его слава превзошла славу самого Элвиса Пресли. Он решил остаться в Аргентине, где записывал альбомы, снимался в фильмах и вёл собственную телевизионную программу.
Левые взгляды и политическая активность Дина Рида (в частности, он выступал за запрещение ядерного оружия, против войны во Вьетнаме, устраивал концерты, весь сбор от которых шёл заключённым в тюрьмах) не устраивали правые силы Аргентины, и под их давлением (дело доходило даже до обстрела дома, где жил певец) после военного переворота 1966 года Дин Рид был вынужден выехать из страны. Несколько лет он прожил в Риме, где активно снимался в «спагетти-вестернах» — «ковбойских фильмах о Диком Западе» итальянского производства. Позже Дин Рид стал сниматься и в СССР и странах Восточной Европы, где также пользовался большой популярностью (впервые приехал в СССР в 1965 году).
Одновременно Рид участвовал и в общественно-политической жизни: выступал против участия США в войне во Вьетнаме, за что был арестован на одной из демонстраций в Риме. В 1970 году Дин Рид публично стирал флаг своей страны перед консульством США в Сантьяго в знак протеста против войны во Вьетнаме и политики США в странах «третьего мира» (в том числе Латинской Америки). За совершённое деяние он был арестован в Чили и несколько дней просидел в тюрьме.
В том же году Дин Рид помогал в выборах социалистического президента Альенде в Чили.

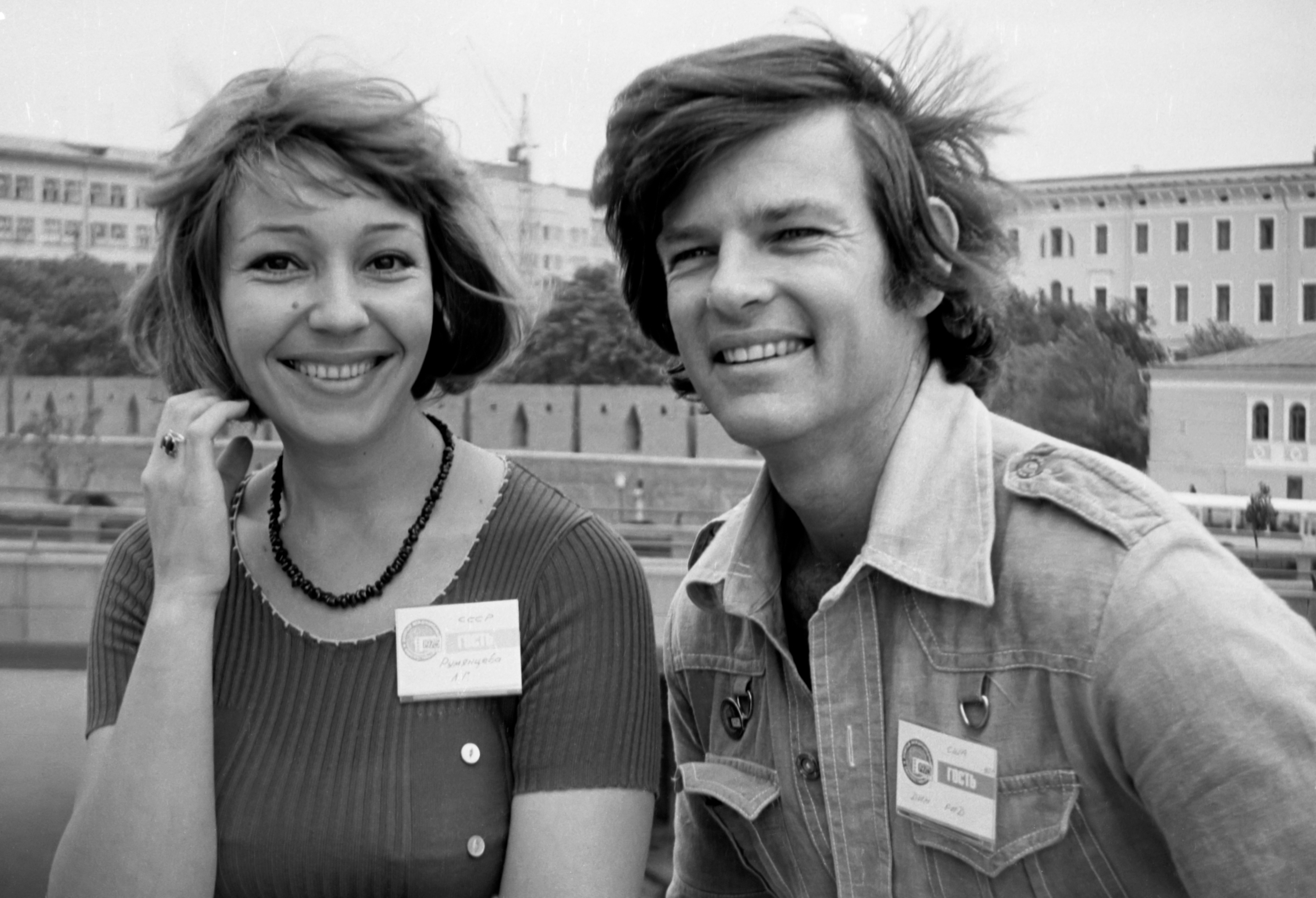
С актрисой Любовью Румянцевой на IX Московском международном кинофестивале. Июль 1975 года, фото Льва Медведева

Много раз посещал СССР и хотел остаться жить и даже приобрести квартиру в Москве.
Дин Рид всегда отзывался с восхищением о комсомольской стройке БАМ и провёл много времени в гастролях по населённым пунктам БАМа, посвятив много песен этой грандиозной стройке. В 1971 году выступил с открытым письмом Солженицыну, обвинив его в измышлениях против Советского Союза.
С 1972 года жил в Восточной Европе, в 1973 году поселился в ГДР, где продолжал петь, сниматься в фильмах, сам снимал на студии «ДЕФА», не оставляя и политической борьбы в соответствии со своими убеждениями. Наиболее известным его фильмом стал «Певец» (1977) — биографический фильм о его чилийском друге певце Викторе Хара, убитом пиночетовцами после военного переворота в Чили в 1973 году.
Дин был дружен со многими политиками левого толка, включая Сальвадора Альенде и Ясира Арафата. В 1978 году он посетил Организацию освобождения Палестины на юге Ливана и пел для Ясира Арафата. В 1983 году он несколько дней гостил со своей женой Ренатой Блюме и приёмным сыном Александером в Тунисе в отеле «Сальва», где тогда располагалась штаб-квартира Организации освобождения Палестины.

## Смерть
Вечером 13 июня 1986 года после ссоры с женой Дин Рид уехал из дома на машине, взяв с собой паспорт и тёплые вещи, после чего бесследно пропал. Его автомобиль, врезавшийся в дерево, был обнаружен в 300 метрах от Цойтенского озера недалеко от его дома в Восточном Берлине.  17 июня тело певца обнаружили в озере. В тот же день было официально объявлено, что он утонул в результате несчастного случая. Его друзья в ГДР подозревали, что смерть певца была самоубийством, а его семья в США утверждала, что он был убит.
Позже, благодаря изучению документов по данному делу, взятых из архива Штази, подтвердилась версия о самоубийстве: в результате вскрытия в желудке певца была обнаружена не растворившаяся до конца таблетка сильнодействующего снотворного. В предсмертной записке Эберхарду Феншу на обороте сценария в своей машине Рид выражал сожаление по поводу своих отношений с третьей женой Ренатой. Он извинялся перед генеральным секретарём СЕПГ Эрихом Хонеккером за свои действия, которые могли привести к ухудшению образа ГДР. 

Причина заключалась в том, чтобы пощадить чувства его жены. Другой причины не было. В письме даже содержалось приветствие Эриху Хонеккеру.— Эберхард Фенш
Записка была помещена в государственные архивы как секретная информация, которая всплыла только после воссоединения Германии.
Первоначально прах Дина Рида после кремации был похоронен в Берлине на Раухфангсвердерском кладбище; в 1991 году по настоянию матери урна с прахом была перезахоронена в Боулдере на кладбище Грин-Маунтин (штат Колорадо, США).

## Личная жизнь
Рид был трижды женат. Первый брак был заключён около 1964 года с американкой Патрицией Хоббс, в 1968 году в браке родилась дочь Рамона. Патриция ушла от него в 1971 году, вернулась в Соединённые Штаты с их дочерью и развелась с ним.
С 1971 года был в отношениях с эстонской актрисой Эве Киви, но паре не суждено было зарегистрировать брак из-за препятствий политического характера.
В 1973 году в ГДР женился на немке Вибке Дорндек (урождённой Шмидт), родственнице Хонеккера, в этом браке в 1975 году родилась дочь Наташа. Пара развелась в 1978 году. 
В 1981 году женился на немецкой актрисе Ренате Блюме, с которой оставался до самой смерти, несмотря на обвинения в том, что она доносила на него для Штази.

## Музыкальное творчество
В СССР и странах Восточного блока (ГДР, Чехословакии, Болгарии и других) миллионными тиражами выпускались пластинки с записями певца.
В 1966, 1969, 1970, 1977, 1980 и 1981 годах фирмой «Мелодия» были выпущены долгоиграющие пластинки с лучшими записями Дина Рида, включающими такие популярные песни, как «Хава нагила» и «Белла чао».
За несколько недель до своей трагической смерти Дин Рид записал для телекомпании Deutscher Fernsehfunk музыкальное шоу «Дин Рид и его песни» (нем. Dean Reed und seine Lieder). В концерте приняли участие артисты из разных стран: Михал Тучный, Людмила Солоденко, Нил Якобс и другие.

## Фильмография
| Год  |    | Русское название                     | Оригинальное название                                | Роль                                  |
| ---- | -- | ------------------------------------ | ---------------------------------------------------- | ------------------------------------- |
| 1960 | с  | Одинокий отец                        | Bachelor Father                                      | певец Дин                             |
| 1965 | ф  | Гвадалахара летом                    | Guadalajara en verano                                | Роберт Дуглас                         |
| 1965 | ф  | Многоликая любовь                    | Love Has Many Faces                                  | человек, которого допрашивает полиция |
| 1965 | ф  | Моя первая девушка                   | Mi primera novia                                     | н/д                                   |
| 1967 | ф  | Букару                               | Buckaroo, il winchester che non perdona              | Эл, ковбой                            |
| 1968 | ф  | Бог их породил… а я убил!            | Dio li crea… Io li ammazzo!                          | Слим Корбетт / Комптон                |
| 1968 | ф  | Племянники Зорро                     | I nipoti di Zorro                                    | Рафаэль / Зорро                       |
| 1968 | ф  | —                                    | Mitra Baby Face                                      | н/д                                   |
| 1969 | ф  | Блондин — приманка для убийцы        | Blonde Köder für den Mörder                          | Боб Мартин                            |
| 1969 | ф  | —                                    | Il diario proibito di Fanny                          | Мишель                                |
| 1970 | ф  | Банда «Три хризантемы»               | La banda de los tres crisantemos                     | Оуэн Олинджер                         |
| 1970 | ф  | Двадцать шагов до смерти             | Veinte pasos para la muerte                          | Местицо                               |
| 1970 | ф  | Прощай, Сабата                       | Indio Black, sai che ti dico: Sei un gran figlio di… | Баллантайн                            |
| 1971 | ф  | Пираты Зелёного острова              | Los corsarios                                        | Алан Дрейк                            |
| 1971 | ф  | —                                    | La stirpe di Caino                                   | н/д                                   |
| 1972 | ф  | —                                    | Sotto a chi tocca!                                   | Страччио                              |
| 1973 | ф  | Из жизни одного бездельника          | Aus dem Leben eines Taugenichts                      | бездельник                            |
| 1973 | ф  | История о каратисте, кулаке и фасоли | Storia di karatè, pugni e fagioli                    | Сэм                                   |
| 1974 | ф  | Кит и компания                       | Kit & Co.                                            | Кристофер «Кит» Беллью                |
| 1975 | ф  | Братья по крови                      | Blutsbrüder                                          | Гармоника                             |
| 1976 | ф  | Улыбнись, ровесник!                  | Soviel Lieder, soviel Worte                          | Дин                                   |
| 1977 | тф | Певец                                | El cantor                                            | певец                                 |
| 1981 | ф  | Пой, ковбой, пой                     | Sing, Cowboy, Sing                                   | Джо                                   |
| 1984 | ф  | —                                    | Uindii                                               | Джим Гейнс                            |

## Награды и премии
- Премия Ленинского комсомола (1979) — за песни, посвящённые борьбе за мир, антиимпериалистическую солидарность и дружбу между народами

## Память
- Земфира Рамазанова написала песню «Не отпускай» (альбом «Прости меня, моя любовь») как воспоминание о своём кумире детства Дине Риде. «Я в пять лет ужасно любила Дина Рида, собиралась даже уехать в Америку, — мама рассказывает. Очень переживала по поводу… ну-у-у, у него же там была трагедия: человек умер; но я не помню ни одной его песни. Но говорят, — любила…»[5].
- В начале 2000-х годов американский актёр Том Хэнкс собирался снять художественный фильм о нём под названием «Товарищ рок-звезда», исполнив в нём главную роль, однако проект реализован не был[18].
- В честь Дина Рида названа улица в Тынде Амурской области.
- Документальный фильм об актёре «Кто Вы, мистер Рид?», показанный в 2004 году на телеканале «Россия». В нём допускалось, что Рид мог быть агентом ЦРУ, КГБ или Штази[19][20]. Согласно книге Чака Лашевски, в период с 1976 по 1978 год он работал в международном отделе Штази[21].
- В 2017 году вышел российский сериал «Ученица Мессинга», в котором Дин Рид выведен под именем певца Дилана Росса.
- Послужил прототипом для Джека Эванса, актёра и музыканта в телесериале «ГДР» (2024).